# Jyllands-Posten
Jyllands-Posten – duński dziennik o największym nakładzie w tym kraju. Jego siedziba pierwotnie znajdowała się w Aarhus, następnie przeniosła się na przedmieście, do Viby, by w 2020 r. powrócić do Aarhus.
Gazeta stała się znana poza granicami Danii po zamieszczeniu 30 września 2005 karykatur Mahometa.